# Christophe Soulé
Christophe Soulé (1951) é um matemático francês. Trabalha principalmente com geometria algébrica aritmética e teoria dos números.
Soulé estudou a partir de 1970 na Escola Normal Superior de Paris. A partir de 1974 foi pesquisador (Attaché de Recherche) no CNRS, orientado por Roger Godement, obtendo um doutorado em 1979 na Universidade Paris VII, orientado por Max Karoubi e Roger Godement, com a tese K-theorie des anneaux d'entiers de corps de nombres et cohomologie etale.
Foi palestrante convidado (Invited Speaker) no Congresso Internacional de Matemáticos em Varsóvia (1983: K-théorie et zeros aux points entiers de fonctions zeta). Em 1993 recebeu o Prêmio Ampère.

## Obras
- com Jürg Kramer, D. Abramovich, J.-F. Burnol Lectures on Arakelov Geometry. Cambridge University Press, 1992.
- Introduction to Arithmetic Groups, in Pierre Cartier u.a. Frontiers in Number Theory, Physics and Geometry, Volume 2, Springer Verlag, 2007.